# Zbigniew Strugalski
Zbigniew Strugalski (ur. 8 stycznia 1927, zm. 2 grudnia 2006 w Warszawie) – polski uczony, specjalista w dziedzinie fizyki jądrowej, profesor doktor habilitowany Wydziału Fizyki Politechniki Warszawskiej.

## Życiorys
W 1952 ukończył studia na Politechnice Warszawskiej, a w 1954 na Uniwersytecie Warszawskim. W latach 1972–1978 pełnił funkcję dyrektora Instytutu Fizyki Politechniki Warszawskiej, członek Europejskiego Towarzystwa Fizycznego. Zbigniew Strugalski należał do grupy twórców Wydziału Fizyki Technicznej i Matematyki Stosowanej - FTiMS, był organizatorem badań w zakresie fizyki jądrowej na Politechnice Warszawskiej. Jako wybitny fizyk-eksperymentator, był twórcą nowych metod pomiarowych, autor wielu publikacji o zasięgu światowym, wprowadził autorską metodę pomiaru energii fotonów. Zainicjował badania reakcji jądrowych z użyciem ksenonowych komór pęcherzykowych. Przez wiele lat był Naczelnikiem Sektora i Zastępcy Dyrektora Laboratorium Wysokich Energii w Zjednoczonym Instytucie Badań Jądrowych w Dubnej.
Pochowany na Cmentarzu Komunalnym Północnym w Warszawie (kw. S-III-8, rząd 2, grób 18).